# Nebalia pugettensis
Nebalia pugettensis är en kräftdjursart. Nebalia pugettensis ingår i släktet Nebalia och familjen Nebaliidae. Inga underarter finns listade i Catalogue of Life.